# Germerslage
Germerslage ist ein Ortsteil der Gemeinde Iden im Landkreis Stendal im Norden des Landes Sachsen-Anhalt.

## Geographie
Germerslage, ein Reihendorf, liegt 6 Kilometer östlich von Iden und 4 Kilometer westlich von Sandau (Elbe) an dem Rest eines alten Elbarms am Rand vom Biosphärenreservat Mittelelbe in der Altmark. Nördlich des Ortes beginnt das Naturschutzgebiet „Alte Elbe zwischen Kannenberg und Berge“.
Nachbarorte sind Busch im Westen, Kannenberg im Norden, Sandauerholz im Nordosten, Büttnershof im Osten und Rosenhof im Südosten.

## Geschichte

### Mittelalter bis Neuzeit
Germerslage wird im Jahre 1209 als Gerbrechtislage erwähnt, als Markgraf Albrecht II dem Domstift St. Nikolaus in Stendal seine Besitzungen bestätigt, darunter ein Grundstück im Umfang einer halben Hufe im Ort. Weitere Nennungen sind 1343 to Gorbeslage, 1608 Ein Hof bey dem Teiche gelegen an der Elbenn, genandt germeschlage, 1687 Germerschlage und 1804 Germerschlage, Germerslage.
Im Jahre 1953 entstand die erste Landwirtschaftliche Produktionsgenossenschaft vom Typ III, die LPG „Vorwärts“ im Ortsteil Büttnershof.

### Herkunft des Ortsnamens
Der Name ist zusammengesetzt aus ger, abgeleitet vom deutschen Personennamen Geremar, und aus Laach, Lage vom althochdeutschen lahan.

### Eingemeindungen
Germerslage war 1840 Dorf und Rittergut mit dem Rittergut Vossenhof, 1868 mit Vossenhof, 1871 eine Landgemeinde mit dem Wohnplatz Kolonie Sandauerholz. 1885 gab es die Landgemeinde mit einem Wohnplatz Sandauerholz. 1883 wurde die Landgemeinde Germerslage mit der neu errichteten Landgemeinde Sandauerholz vereinigt, die vorher zum rechtselbischen Sandau gehört hatte. Das Dorf Germerslage wurde zum Wohnplatz der Landgemeinde Sandauerholz.
Das Rittergut Germerslage, zum benachbarten Gut Hohenberg gehörend, später eigenständiger Gutsbezirk, wird in den Jahren 1885, 1895, 1905 in Verzeichnissen mit den Wohnplätzen Büttners Hof und Ziegelei aufgeführt.
Am 30. September 1928 wird der Gutsbezirk Germerslage mit der Landgemeinde Sandauerholz vereinigt.
1930 durfte „der bewohnte Teil des ehemaligen Gutsbezirks Germerslage… und zwar die Wohnstätten an der Kreisstraße zwischen Kannenberg und Büttnershof ohne kommunale Selbständigkeit seine bisherige Bezeichnung weiter führen“. Danach wurde präzisiert: „die Wohnstätte an der Kreisstraße zwischen Kannenberg und Büttnershof darf die Bezeichnung Sandauerholz (Germerslage) führen“.
1957 war Germerslage ein Wohnplatz. 1985, 1999 und 2008 ein Ortsteil von Sandauerholz.
Mit der Eingemeindung von Sandauerholz am 1. Juli 2009 nach Iden kam der Ortsteil zur Gemeinde Iden.

### Einwohnerentwicklung
| Jahr             | 1734 | 1772 | 1790 | 1798 | 1801 | 1818 | 1840 | 1864 | 1871 | 1885 | 1895 | 1905 |
| Dorf Germerslage | 28   | 11   | 44   | 36   | 49   | 43   | 77   | 83   | 58   | 50   | 50   | 46   |
| Gut Germerslage  |      |      |      | 11   |      |      |      |      |      | 02   | 09   | 05   |
| Ziegelei         |      |      |      | 11   |      |      |      |      |      | 05   | 03   | 03   |

| Jahr                 | 2014   | 2015   | 2017   | 2018   | 2020   | 2021   | 2022  | 2023  |
| Ortsteil Germerslage | [00]20 | [00]20 | [00]22 | [00]21 | [00]22 | [00]22 | [0]22 | [0]21 |

## Religion
Die evangelischen Christen aus Germerslage sind eingepfarrt in die Kirchengemeinde Giesenslage, die früher zur Pfarrei Berge bei Werben an der Elbe gehörte.
Die Kirchengemeinde Giesenslage gehörte zum Kirchspiel Werben und wird heute betreut vom Pfarrbereich Königsmark im Kirchenkreis Stendal im Bischofssprengel Magdeburg der Evangelischen Kirche in Mitteldeutschland.

## Sage aus Germerslage – „Der Dornbusch des Teufels“
Im „Altmärkischen Sagenschatz“ wurde die Sage im Jahre 1908 überliefert. Sie berichtet vom Breienried bei Germerslage, einem morastigen Gelände, auf dem ein Dornbusch stand, der in Gestalt eines Kelches gewachsen war. „Nachts versammelten sich hier an demselben der Teufel und die bösen Geister, um hier zu zechen,“ wobei der Dornenkelch mit Wein gefüllt wurde. „Einst war etwas übrig geblieben und ein Bauer mit seinem Weibe, die in der Nähe arbeiteten, ließen sich den Rest munden.“ Der Bauer füllte den Kelch wieder mit Branntwein auf. Doch der Teufel verlangte Geld von ihm… und holte später den Bauer und seine Frau noch in derselben Nacht zur Hölle.
Hanns H. F. Schmidt erzählt 1994 die Sage mit mehr Ausschmückungen und plattdeutschen Sprüchen unter dem Namen „Der teuflische Trank“.